# Maximiliane Bleibtreu

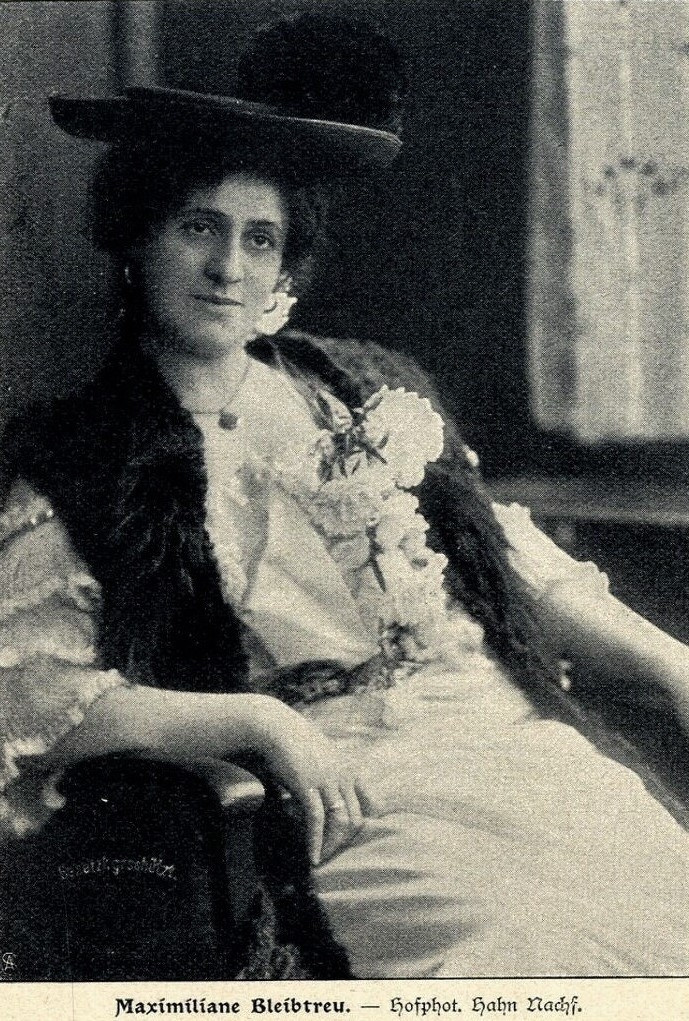
Maximiliane Bleibtreu (um 1905)

Maximiliane Bleibtreu (1. August 1870 in Preßburg – 18. April 1923 in Dresden) war eine österreichische Theaterschauspielerin.

## Leben
Die Tochter des Schauspielers Sigmund Bleibtreu wurde am Konservatorium in Wien ausgebildet und betrat die Bühne zuerst 1890 im Theater an der Wien, wo sie in Rollen wie „Marie“ in Müller und sein Kind, „Everl“ in Räuscherl, „Carina“ in Ritouche etc. auf sich aufmerksam machte und bis 1892 verblieb. Dann kam sie nach St. Pölten (1893), Linz (1894), abermals St. Pölten (1896), Innsbruck (1897) und trat 1898 in den Verband der städtischen Bühnen in Graz, wo sie in der Rolle der Liebhaberin in einer Posse debütierte und bis 1902 verblieb. In diesem Engagement fand sie den Übergang zu ihrem eigentlichen Fach. Weibliche Charakterrollen spielte sie mit Auszeichnung, und als Konversationsschauspielerin nahm sie im Grazer Schauspielensemble eine allererste Stellung ein.
In Graz gab sie auch Schauspielunterricht, den ab 1901 auch Tilly Wedekind besuchte.
1903 war sie am Königlichen Hoftheater Dresden engagiert, 1908 am Hoftheater Wiesbaden.
Verheiratet war sie ab 1902 mit dem Regisseur des Wiener Hoftheaters Eduard Mebus.
Ihre ältere Schwester Hedwig Bleibtreu war gleichfalls Schauspielerin, ihr Sohn Renato Attilio Bleibtreu wurde Schriftsteller, ihre Enkelinnen Renate Bleibtreu und Monica Bleibtreu sowie ihr Urenkel Moritz Bleibtreu wurden ebenfalls Schauspielerinnen und Schauspieler.